# Boudaniv
Boudaniv (en ukrainien : Буданів ; en polonais : Budzanów) est un village (selo) de l'oblast de Ternopil, en Ukraine. Sa population s'élevait à 1 634 habitants en 2001.

## Géographie
Boudaniv se trouve à 28 km au sud de Terebovlia, à 45 km au sud de Ternopil et à 374 km à l'ouest-sud-ouest de Kiev.

## Histoire
Le village est fondé en 1549 sur les rives du Seret. Il est nommé en hommage à un noble polonais, Jakub Budzanowski, de la ville d'Halytch. En 1550, un château en bois est construit. Il est rénové au début du XVIIe siècle puis détruit par les Turcs en 1675. En 1765, la comtesse polonaise Maria Potocka fait construire une église catholique sur les ruines du château. La communauté juive est importante dans le village et représente 40,5 % de la population totale. Après l'invasion de la Pologne orientale par l'Union soviétique, le village passe sous la domination soviétique le 15 septembre 1939, puis il est occupé par l'Allemagne nazie le 2 juillet 1941. En novembre 1942, les nazis déportent tous les Juifs au camp d'extermination de Belzec.

## Transports
Par la route, Boudaniv se trouve à 36 km de Terebovlia, à 55 km de Ternopil et à 489 km de Kiev.

## Personnalités de la ville
- Lee Strasberg (1901-1982), comédien.
- Soma Morgenstern (1890-1976), écrivain et journaliste.